# Pałac ʻIolani
Pałac ʻIolani – jedyny pałac królewski w Stanach Zjednoczonych, który był siedzibą panującej w XIX wieku na Hawajach monarchii. Wybudowany w centrum Honolulu pałac od 1893 r. do końca lat sześćdziesiątych XX wieku, był budynkiem administracyjnym, a w 1978 r. powstało w nim muzeum.

## Historia

### Pohukaina
Na początku XIX wieku obszar, na którym dziś znajduje się pałac był znany jako „Pohukaina”. Słowo to prawdopodobnie pochodzi od pohu kaʻāina i w języku hawajskim znaczy „ziemia spokoju”. Należała ona do Kekāuluohi, która później rządziła jako Kuhina Nui.
Po tym jak misjonarz William Ellis zbudował tam swój dom, premier Kalanimoku postanowił wznieść w tym miejscu (które nazwał „Pohukaina”) pierwszy kamienny dom. Po śmierci Kalanimoku, budynek często nazywany pałacem, stał się miejscem spotkań lokalnej rady wodzów.

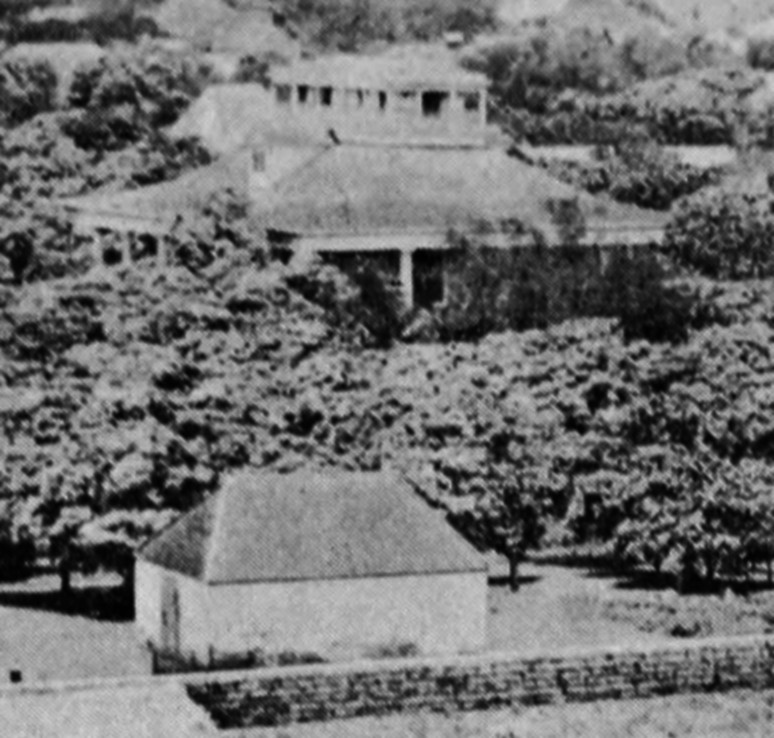
Pohukaina i stary Pałac ʻIolani

W 1825 r. zbudowano pierwszy królewski grobowiec w zachodnim stylu dla króla Kamehameha II i królowej Kamāmalu. Wygląd wzorowano na grobowcach z Opactwa Westminster, które Kamehameha II oglądał podczas swojej wizyty w Londynie. Mauzoleum było małym budynkiem zrobionym z bloków korala i pokrytym strzechą dachem. Nie było w nim żadnych okien a drzwi pilnowało dzień i noc dwóch wodzów.
Chociaż jego następca, Kamehameha III mieszkał w różnych miejscach, to nie miał żadnej stałej siedziby a w 1837 r. przeniósł się na Maui. Przez ten czas w krypcie chowano coraz więcej osób, aż stała się ona za ciasna, więc kolejnych przywódców grzebano w nieoznaczonych grobach w pobliżu.
W 1930 r. po wielu latach zaniedbań Hawajskie Towarzystwo Historyczne poprosiło gubernatora, Lawrence’a Judda, o uczczenie pamięci tego miejsca, przez zbudowanie ogrodzenia i postawienia pamiątkowej tablicy.

### Pałac Królewski
Obecnie istniejący budynek ukończony w 1882 r. znajduje się w miejscu, w którym wcześniej stał jego poprzednik. Pierwotny pałac został zbudowany za rządów Kamehameha III, który kupił go od gubernatora Oʻahu, Mataio Kekūanāoʻa. Mataio zbudował go dla swojej córki (siostrzenicy Kamehameha III) księżniczki Victorii Kamamalu, kiedy przeniósł stolicę z Lāhainy do Honolulu w 1845 r. Zbudowany był według hawajskiej tradycji aliʻi, dlatego nie miał w środku żadnych sypialni, jedynie salę tronową, recepcję i jadalnię. Wokół otaczały go inne domy przeznaczone dla służby. Początkowo budynek nazywano Hale Aliʻi, co znaczyło „Dom Wodzów”. Za rządów Kamehameha V nazwę zmieniono na obecnie znaną. Zrobiono to na cześć jego brata Kamehameha IV (którego pełne imię to Alexander Liholiho Keawenui ʻIolani). W dosłownym tłumaczeniu znaczy to „królewski jastrząb”. Pałac służył jako oficjalna siedziba królewska podczas rządów Kamehameha IV, Kamehameha V i Lunalilo. Oryginalny budynek miał bardzo prosty wygląd i był bardziej okazałym domem niż pałacem, ale w tamtym czasie był to największy dom w mieście.
Król Kamehameha V był pierwszym monarchą, który zdecydował się postawić prawdziwy pałac królewski będący symbolem suwerenności i nowoczesności państwa. Zlecił budowę Aliʻiōlani Hale, który miał być oficjalną siedzibą hawajskiej monarchii. Nazwa Aliʻiōlani wzięła się od jego imienia, które w pełni brzmiało: Lot Kapuāiwa Kalanikapuapaikalaninui Aliʻiōlani Kalanimakua i oznaczało „Dom niebiańskiego Króla”. Budynek został wzniesiony naprzeciwko Pałacu ʻIolani. Ostatecznie jednak Aliʻiōlani Hale stał się budynkiem administracyjnym a nie pałacem, gdyż na Hawajach brakowało rządowych budynków, a te które istniały były małe i ciasne.
Kiedy rządy objął David Kalākaua, Pałac ʻIolani był w fatalnym stanie i coraz bardziej niszczał, więc kazał go wyburzyć.
Kalākaua był pierwszym hawajskim monarchą, który odbywał liczne zagraniczne podróże. Odwiedzając różne kraje, miał okazję zobaczyć posiadłości innych władców. Na ich podstawie postanowił zbudować własną siedzibę i przy okazji spełnić marzenie Kamehameha V, o prawdziwie królewskim pałacu. Zlecił wzniesienie nowego Pałacu ʻIolani. Thomas J. Baker zaprojektował budynek a Charles J. Wall i architekt Isaac Moore dodali szczegóły. Kamień węgielny położono 31 grudnia 1879 r. Jako materiału do budowy użyto cegieł i betonu.
Budynek ukończono w listopadzie 1882 r. a jego koszt wyniósł 340 000 dolarów (co w tamtym czasie było ogromną sumą). Gmach miał elektryczność i telefony, których nie posiadał wtedy nawet Biały Dom.
Pod względem architektonicznym, budynek ma cechy niespotykane nigdzie indziej na świecie. Na pierwszym piętrze jest wielka sala ze schodami wykonanymi z akacji koa. Sala tronowa połączona jest z jadalnią a na górze znajduje się prywatna biblioteka i sypialnia władcy. W tzw. niebieskim pokoju znajduje się portret króla Francji Ludwika Filipa z 1848 r. i pianino, na którym Liliʻuokalani grała swoje kompozycje gościom. W piwnicy jest fotograficzna wystawa poświęcona pałacowi, hawajskim klejnotom koronnym, orderom, ozdobom i insygniom noszonym przez wysokich dygnitarzy wysp.
Budynek był oficjalną siedzibą hawajskiej monarchii do przewrotu w 1893 r. Później Liliʻuokalani, królowa Kapiʻolani i inni królewscy dostojnicy zostali z niego eksmitowani.

### Budynek administracyjny
Po obaleniu monarchii w 1893 r. pałac przerobiono na główną siedzibę nowo powstałego, tymczasowego rządu Hawajów. Rządowi urzędnicy zinwentaryzowali jego zawartości i sprzedali na publicznych aukcjach, całe zbędne wyposażenie. Później pałac był kolejno siedzibą Republiki Hawajów, Terytorium Hawajów i w końcu stanu. Podczas II wojny światowej służył za centralę wojskową.

### Odbudowa pałacu
W 1930 r. przerobiono wnętrze pałacu, zastępując drewnianą konstrukcję stalą i betonem. Przez ponad 70 lat pałac funkcjonował jako budynek rządowy, ale był zaniedbany i coraz bardziej niszczał. Gdy Hawaje ogłoszono stanem, gubernator John A. Burns rozpoczął starania o jego renowację.
W końcu w 1969 r. rządowe biura przeniesiono do nowego gmachu, dzięki czemu pałac można było w końcu odnowić. By go odrestaurować i przywrócić mu jego dawną świetności, sfinansowano specjalny projekt badawczy. Naukowcy pracujący nad renowacją, wiele wskazówek dotyczących jego konstrukcji, wyposażenia i pałacowego stylu życia odnaleźli w dziewiętnastowiecznych gazetach, fotografiach i rękopisach znajdujących się głównie w archiwach i bibliotekach.
Po zakończeniu w 1978 r. prac remontowych, otworzono w nim muzeum. Dzięki wysiłkom badaczy i pracowników muzeum udało się odzyskać wiele cennych rzeczy. Sporo oryginalnych przedmiotów przekazały także osoby prywatne. Z kolei przy pomocy rządowych dotacji udało się też przywrócić wystrój wnętrz, jaki był za czasów panujących monarchów.
Terenem, na którym stoi budynek zarządza Hawajski Departament Stanu i Zasobów Naturalnych, ale pałacem jako muzeum, gospodaruje niekomercyjna i pozarządowa organizacja Przyjaciół Pałacu ʻIolani.